# هادی حمیدی
سید هادی حمیدی (زادهٔ ۱ آذر ۱۳۳۲ خورشیدی در روستای چموش‌دوزان شهر شاندرمن) خواننده موسیقی اصیل تالش است. استاد سید هادی حمیدی یکی از مهمترین شخصیتهای فرهنگی معاصر تالش هست که سهم به سزایی در معرفی و شناخت موسیقی و فرهنگ تالش داشته است. طنین حزن‌انگیز و دلنشین صدای او در کنار اشعاری پرمحتوا و زیبا در قالب موسیقی اصیل تالش، دل و جان هر شنونده‌ای را می‌نوازد.

## زندگینامه
سید هادی حمیدی در تاریخ ۱ آذر ۱۳۳۲ در روستای چموش دوزان، بخش شاندِرمَن، شهرستان ماسال، استان گیلان به دنیا آمد. و از دوران کودکی با موسیقی آوازی تالش که مادر هنگام جنباندن گهواره می‌خواند آشنا شد و بعدها در دوران جوانی که دریافت از صدایی خوش برخوردار است شروع به جمع آوری و تحقیق در این زمینه نمود. «فریدون پوررضا» از اولین کسانی بود که او را با اجرای صحیح موسیقی تالش آشنا کرد.
زندگینامه هادی حمیدی از زبان خودش:
بنام معبود توانا

نام سید هادی حمیدی دارنده شناسنامه شماره ۲ صادره از حوزه ۵ تالش متولد روستای چموش‌دوزان شاندرمن و ساکن شهرستان ماسال
اینجانب به نام کم‌ترین بنده هنر مقدمتا شمه‌ای از هویت تالش‌ها و شروع کارهای هنری‌ام را بیان می‌دارم.

معرفی اجمالی تالش و موسیقی تالش
تالش‌ها از نخستین ساکنان منطقه شمالی کشور و از اولین بومیانی بودند که در سرزمین پهناور تالش زندگی می‌کردند. این منطقه در زمان باستان «کادوس» نامیده می‌شد و کادوس‌ها مردمانی بودند که پیش از کوچ آریاییها به فلات ایران، در بخش وسیعی از کناره های غربی و جنوب‌غربی دریای مازندران ساکن بودند. هم اکنون کوههایی که از غرب رودبار گیلان تا جلگه لنکران و... امتداد دارد کوههای تالش نامیده می شود از یکطرف و دریای مازندران از طرف دیگر سرزمین تالش را محصور کرده‌اند.
آنچه امروزه به نام موسیقی تالشی از آن یاد می‌کنیم آوازها (دستونها)، قطعات بدون کلام چوپانی و ترانه‌ها می‌باشند. آوازها یا دستون‌ها بخش مهم و غنایی موسیقی تالش می‌باشند که عامیانه‌ترین بخش به حساب می‌آیند و در هر یک از نواحی چندگانه تالش سبک ویژه ای دارند.
دو بخش دیگر نیز شامل قطعات بدون کلام چوپانی که به حق هر شنونده صاحب‌دل را بی‌مهابا مجذوب خود می‌نمایدکه دارای پرده‌های مختلف می‌باشند که نام پرده‌ها در اینجا نمی‌گنجد.
ترانه‌ها، تصنیف‌های زیبایی هستند که جذابیت‌های ملودیک و ریتمیک خاص موسیقی تالش در آن کاملا محسوس است.
می‌توان تصنیف‌های حماسی، عرفانی، عاطفی رزمی، مذهبی، کاشت، داشت، برداشت، عشقانه، شالیزار، نوروز نامه و غیره را نام برد که متاسفانه خیلی از ترانه ها بر حسب گذشت زمان و عدم دلسوزی به فراموشی سپرده شده است.
موسیقی مذکور در قالب دستگاههای موسیقی ایرانی جایگاه خود را حفظ نموده است.
چگونه به موسیقی روی آوردم؟
در سن نوجوانی با شنیدن صدای دل‌انگیز لالایی گهواره‌ای از مادرم که گویا حکایت تلخ و مشقت‌های فراوان ایشان از خود و گذشتگان دیرین بوده در دلم نشست و مرا به این امر واداشت تا موسیقی حزن انگیز تالش را دنبال نمایم و از آن سال‌ها تاکنون جهت احیای باارزش فرهنگ خودم دریغ ننموده و تا حد توان آرشیو کوچک اما پس پرباری از باورها، سنت‌ها، آداب و رسوم موسیقی و …  که در حال فراموشی بود را جمع‌آوری کردم که می‌توان ترانه‌ها و دستون‌های تولیدی در صدا و سیمای گیلان (مرکز رشت) را نام برد.
از جامع‌ترین اثرهای بنده می‌توان «آوای مهر» را ذکر کرد که جذابیت و صلابت موسیقی کلامی و دستون و ترانه تالشی را نشان می‌دهد. این اثر با آواز این حقیر و همکاری استاد ارجمند آقای حسین علیزاده تهیه گردیده است.
«مجموعه ونگاونگ» اثر دیگری است که با گردآوری و خوانندگی بنده تولید شده و توسط استاد فریدون شهبازیان تنظیم گردیده.
مجموعه «سیا ریحون» که در نوع خود زیباست با گردآوری و خوانندگی بنده و با تنظیم بسیار خوب آقای مسعود جاهد در دسترس هموطنان عزیزم قرار گرفته است.
حال اگر چه مسافت طولانی و هزینه‌های گزاف برای تولید بقیه آثار باقیمانده‌ام دارم اما امیدوارم که معبود توانا مرا یاری نماید انشاءالله.  در خاتمه از همه کسانی که مرا یاری رسانیده‌اند کمال تشکر و قدردانی را دارم.

خاک پای مردم ایران زمین

 سید هادی حمیدی— هادی حمیدی

## آلبوم ها

### آلبوم هفت آهنگ
هادی حمیدی در دوران جوانی اثری به نام آلبوم «هفت آهنگ» را به عنوان اولین آلبوم خود ارائه داد. که قسمتی از اشعار این آلبوم از سروده‌های مادر ادب‌ دوستش بود. انتشار این آلبوم موجی از محبوبیت برای او رقم زد.

### آلبوم آوای مهر
سالهای ۱۳۶۹-۱۳۷۰ و پس از فاجعه زلزله گیلان، حسین علیزاده در آلبوم «آوای مهر» از صدای پرجاذبه و پر مهر ایشان بهره گرفت. قطعه «عمق فاجعه» که نشان‌دهنده درد فاجعه زلزله رودبار و قطعه «زندگی» که زنده کننده امید زندگی در دلها بعد از آن فاجعه بود با محبوبیت چشمگیری روبرو شد، طوری که بعد از مدت کوتاهی «عمق فاجعه» به رادیو و تلویزیون راه پیدا کرد و جزو قطعات ماندگار ملی شناخته شد.
آوای مهر به همراه آلبوم نی نوا در قالب لوح فشرده و با نام «نی‌نوا/آوای مهر» هم پخش شده‌است.

### آلبوم وَنگاوَنگ
در سال ۱۳۷۲ آلبوم «ونگاونگ» که بر مبنای ملودیهای محلّی تالش و شاهکاری در موسیقی تالش بود منتشر شد. در این آلبوم، سید هادی حمیدی توانست ملودیهای اصیل و بسیار زیبایی از تالش را جمع‌آوری و ارائه دهد. فریدون شهبازیان در تنظیم این اثر ایشان را همراهی نمود.

### آلبوم سِیارِیحون
در سال ۱۳۷۶، استاد سید هادی حمیدی آخرین اثر رسمی خود به نام «سِیارِیحون» را انتشار داد. مسعود جاهد او را در این اثر یاری داد.

### آلبوم غم‌نامه
هادی حمیدی اثری به نام «غم‌نامه» دارد که احتمالا در منزل خویش واقع در شهر «ماسال» آن را صدا برداری نموده است. در این آلبوم هیچگونه سازی به کار نرفته و فقط موسیقی خداداد صدای او با متن همراهی می‌کند.

## آثار

### آلبوم هفت آهنگ
| شماره | نام ترانه   | ترانه سرا       | سال انتشار |
| ----- | ----------- | --------------- | ---------- |
| ۱     | کوکوجان     |                 | ۱۳۵۵-۱۳۵۶  |
| ۲     | کیجَلم       | دکتر علی عبدلی  | ۱۳۵۵-۱۳۵۶  |
| ۳     | بهارَه بهارَه |                 | ۱۳۵۵-۱۳۵۶  |
| ۴     | جان دِدِ جان  |                 | ۱۳۵۵-۱۳۵۶  |
| ۵     | مَشن مَشن     |                 | ۱۳۵۵-۱۳۵۶  |
| ۶     | غُربَت        | سید منصور موسوی | ۱۳۵۵-۱۳۵۶  |
| ۷     | ژِنَه‌خاز      | دکتر علی عبدلی  | ۱۳۵۵-۱۳۵۶  |

### آلبوم وَنگاوَنگ
| شماره | نام ترانه                            | ترانه سرا                       | سال انتشار |
| ----- | ------------------------------------ | ------------------------------- | ---------- |
| ۱     | گَسکری بازار (عمو کیلَه جان)           |                                 | ۱۳۷۲       |
| ۲     | ساز و آواز (دَستون)                   |                                 | ۱۳۷۲       |
| ۳     | کُوکُو (با مقدمه محمد رنجبر معاف)      |                                 | ۱۳۷۲       |
| ۴     | ساز و آواز                           |                                 | ۱۳۷۲       |
| ۵     | بِندون بِندون                          |                                 | ۱۳۷۲       |
| ۶     | بُوریانه                              | بر مبنای ملودی و شعر هادی حمیدی | ۱۳۷۲       |
| ۷     | ساز و آواز                           |                                 | ۱۳۷۲       |
| ۸     | کیلَلی جان (با مقدمه محمد رنجبر معاف) |                                 | ۱۳۷۲       |
| ۹     | ساز و آواز                           |                                 | ۱۳۷۲       |
| ۱۰    | لِدوبِه                                | با الهام از افسانه ای باستانی   | ۱۳۷۲       |

- خواننده: هادی حمیدی
- موسیقی: فریدون شهبازیان
- طرح روی جلد: سیاوش مظلومی‌پور
- صدابردار: حسن عسگری
- ضبط موسیقی: استودیو بل
- تولید: زمستان 1372
- فراهم شده در موسسه انتشاراتی و فرهنگی «خانه هنر»
- دارای مجوز شماره ۱۵۱۵-ج ۳ از وزارت فرهنگ و ارشاد اسلامی
- همنوازان:

1. شهریار فریوسفی: تار، تارباس
2. علی تحریری: سنتور
3. کوروش بابائی: کمانچه
4. کامبیز گنجه‌ای: تمبک

- تکنوازان:

1. محمد رنجبرمعاف: تار
2. غلامرضا ورعی: نی

### آلبوم سِیارِیحون
| شماره | نام ترانه | ترانه سرا                | سال انتشار |
| ----- | --------- | ------------------------ | ---------- |
| ۱     | هَیار هَیار |                          | اسفند ۱۳۷۶ |
| ۲     | خاکَ وَش    | هادی حمیدی، فرامرز مسرور | اسفند ۱۳۷۶ |
| ۳     | سیا رِیحون |                          | اسفند ۱۳۷۶ |
| ۴     | شکرم جان  |                          | اسفند ۱۳۷۶ |
| ۵     | هِل هِلا بو |                          | اسفند ۱۳۷۶ |
| ۶     | مَنداوَدیل  | هادی حمیدی، ناصر حامدی   | اسفند ۱۳۷۶ |

- تهیه کننده: نیکزاد وثوقی
- صدابردار: رضا شاه‌بیگی
- ناضر ضبط: مجید اخشابی
- هنرمندان:

1. مجید اخشابی: سنتور
2. سیامک نعمت ناصر: تار
3. جمال جهانشاد: عود
4. رسول بهبهانی: کمانچه
5. مسعود حبیبی: دف
6. محمود فرهمند بافی: تنبک
7. مسعود جاهد: نی

## قدردانی و جوایز

### آیین نکوداشت هادی حمیدی
شب ۱۱ تیرماه ۱۳۹۷ آیین نکوداشت هادی حمیدی و یادواره قسمت خانی از هنرمندان پیشکسوت موسیقی تالش در فرهنگسرای نیاوران تهران برگزار شد.
در ابتدای این مراسم سیدعباس سجادی، مدیر عامل بنیاد آفرینش‎های هنری نیاوران، سید هادی حمیدی را، پرآوازه ترین خواننده تالشی خواند، همچنین فرهنگ و موسیقی تالش را یکی از عمیق‌‎ترین و غنی‌ترین میراث فرهنگی و هنری در سطح جغرافیای ایران دانست و گفت: در قرن‎ های گذشته که آوای انسان جای هر هنر دیگری را گرفته بود قوم تالش به خوبی این هنر را به ظهور رسانده‎ و امروز آن را به دست ما سپرده اند. سجادی صدای این دو بزرگ موسیقی تالش (هادی حمیدی و زنده یاد قسمت خانی) را منتقل کننده سوز نهفته در فرهنگ تالش دانست که به گوش تمامی ایرانیان و حتی فراتر از مرزهای ایران رسیده است.
در ادامه برنامه سید هادی حمیدی روی صحنه رفت و ضمن سخنانی، یگانه همراه و حامی اش را در راه موسیقی تالشی، همسر خود دانست. وی همچنین از تلاش های آرمین فریدی، محمدرضا درویشی و سیدعباس سجادی قدردانی کرد و افزود:  
خوشحالم که هنرم را به هیچ قیمتی نفروختم.
در پایان مراسم ضمن رونمایی از سردیس سید هادی حمیدی ساخته چنگیز اقبالی، هدایایی به این هنرمند اهدا شد.

## حواشی
گرشا رضایی خواننده پاپ موسیقی ایرانی در کنسرت ۱ اسفند ۱۴۰۲  تالش  آهنگ تالشی «عمو کیله جان»  از استاد هادی حمیدی را اجرا کرد.